# Overhoekse haaklas

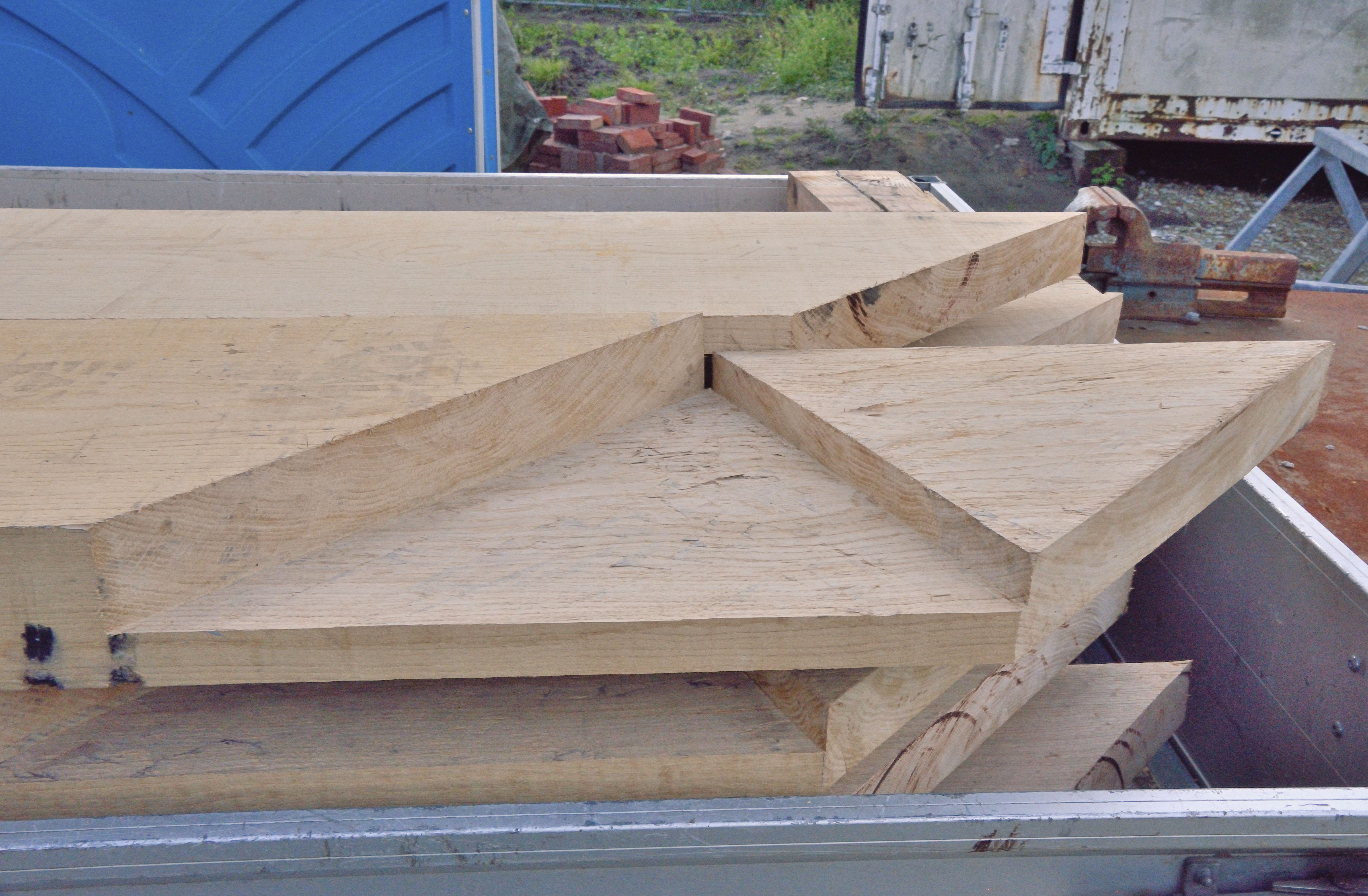
Overhoekse haaklas

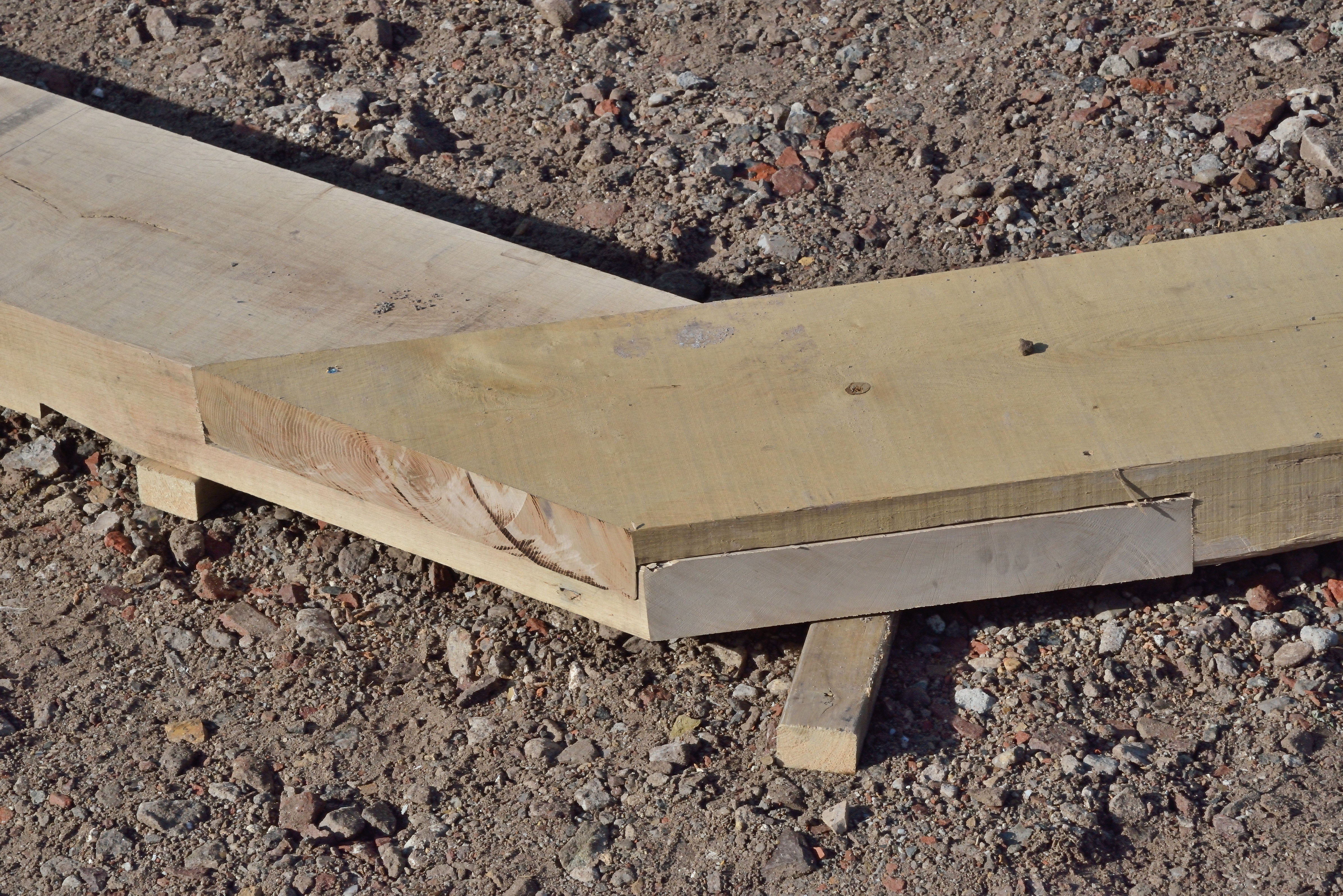
Overhoekse haaklas

Een overhoekse haaklas is een type haaklas, waarbij de  kopshouten houtverbinding van twee stukken hout door middel van twee in elkaar passende driehoekige figuren wordt gerealiseerd. De haaklas voorkomt dat de stukken hout uit elkaar worden getrokken.
De overhoekse haaklas wordt onder meer in de windmolenbouw toegepast bij het onder- en boventafelement van een houten achtkant of het boventafelement van een wipmolen.
De bovenste foto laat de helft van de overhoekse haaklas op een van de twee stukken hout zien. Hierover heen wordt het gecontramalde andere stuk hout gelegd, waardoor de overhoekse haaklas op onderstaande foto ontstaat.